# Los Valdecolmenas
Los Valdecolmenas es un municipio español perteneciente a la provincia de Cuenca, en la comunidad autónoma de Castilla-La Mancha. Contaba con una población de 84 habitantes, distribuidos entre Valdecolmenas de Abajo con 50 habitantes (capital del municipio) y Valdecolmenas de Arriba con 34 habitantes (INE 2015).

## Geografía

### Ubicación
La localidad capital del municipio, Valdecolmenas de Abajo, está situada a una altitud de 932 m s. n. m. El término municipal limita con los de Huete, Pineda de Gigüela, Torrejoncillo del Rey, Villar y Velasco y Villarejo de la Peñuela.
| Noroeste: Huete             | Norte: Huete               | Noreste: Villar y Velasco        |
| Oeste: Pineda de Gigüela    |                            | Este: Villar y Velasco           |
| Suroeste: Pineda de Gigüela | Sur: Torrejoncillo del Rey | Sureste: Villarejo de la Peñuela |

## Historia
En 1973 se aprobó la fusión de los antiguos municipios de Valdecolmenas de Arriba y Valdecolmenas de Abajo, dándose lugar a la creación del nuevo municipio de Los Valdecolmenas.

## Demografía
Los Valdecolmenas cuenta con una población de 71 habitantes (INE 2024).
| Gráfica de evolución demográfica de Los Valdecolmenas entre 1981 y 2021 |
| |
| Población de derecho según los censos de población del INE Población de hecho según los censos de población del INEEntre el censo de 1981 y el anterior, aparece este municipio porque se fusionan los municipios Valdecolmenas de Abajo y Valdecolmenas de Arriba |